# Po Prešernovi poti
Po Prešernovi poti je krožna pohodniška pešpot, ki povezuje kraje, povezane z otroškimi leti Franceta Prešerna. Prešeren je šel na Kopanj (zaselek pri Veliki Račni) leta 1807 ali 1808 in tam preživel dve leti, kjer se je poučeval pri očetovem stricu Jožefu, ki je na Kopanju služboval kot kaplan. 
Pot se začne in konča v Grosuplju, povezuje še Spodnjo Slivnico, Predole, Veliko Račno, Kopanj, Zagradec pri Grosuplju, Boštanj in Malo Mlačevo. Dolga je 20 kilometrov, pohodnik jo prehodi v 8 urah. Vsako leto je 8. februarja organiziran tradicionalni pohod.  

## Opis poti
V Grosuplju se pot začne na postajališču železniške postaje proti Turjaku. Nadaljuje po cesti do križišča za Dobrepolje, prečka železniško progo in zavije desno proti pokopališču, kjer gre po spodnji strani pokopališča na polje in se po makadamu nadaljuje prek polja do vznožja Spodnje Slivnice. Tu se odpre pogled na okoliške vasi vse do Polževega. Ponovno prečka železniško progo in se strmo povzpne v Spodnjo Slivnico, pri cerkvi zavije levo in nadaljuje skozi vas. Na koncu asfaltirane ceste gre po makadamski poti približno 300 m skozi gozd. Pri križu prispe na čistino. Usmeri se po poti proti Zavrhu, na pol poti do Zavrha pa pri osamelih smrekah ob poti zavije desno na travnik proti gozdu. Skozi gozd se rahlo vzpenja, na razcepu levo, strmo v hrib. Širša gozdna cesta vodi vzporedno s terenom, na razcepu zavije desno in se po precej strmem delu spusti do počitniških hišic v Senožetih nad Predolami.
Skozi Predole se po asfaltirani cesti poda naprej proti Veliki Račni. Pot vodi najprej pod obnovljeno železniško progo, od tu se spusti v Veliko Račno, kjer se pri prvih hišah usmeri levo proti glavni cesti oziroma cerkvi. Prečka glavno cesto in pri cerkvi nadaljuje v smeri Kopanja. Z asfaltirane poti zavije na prvem desnem ovinku in po pešpoti proti vrhu. Za župniščem zavije levo čez dvorišče in travnik v gozd in se po severni strani po gozdu vrne na vzhodno stran. Iz gozda pride pri obnovljeni šoli.
Po cesti se ponovno spusti do Velike Račne in nadaljuje proti gasilskemu domu. Tu zavije na polje po makadamski poti do razcepa, kjer gre levo in nato dvakrat desno. Tik ob gozdni meji prečka čez mostiček potok Zelenka. Ob gozdnem robu je razcep, kjer levi dve poti vodita v gozd, desna pa na travnik. Pot po travniku ob potoku Šica vodi do njegovega izteka v Zatočno jamo. Začrtani pot zavije levo v gozd in gre mimo Lazarjeve jame. Nekaj metrov nad vhodom v jamo so lesene stopnice, ki vodijo strmo navzgor do naravnega udora Viršnica. Od tu se pot proti severu povzpne na utrjeno makadamsko pot, ki dober kilometer vodi po ravnem delu. Ko pride do poseke v grapi pod cesto, se odpre pogled na Kopanj in Radensko polje. Čez nekaj metrov pot sledi gozdni poti, ki se odcepi v dolino, nadaljuje po desnih odcepih. Ob sestopu s hriba preide na utrjeno makadamsko gozdno cesto, ki po robu Radenskega polja pripelje v Zagradec. 
V Zagradcu se pri prehodu na asfaltirano cesto takoj usmeri levo in skozi vas na polje. Makadamski poti sledi do Boštanjskega hriba in okoli njega mimo cerkve v Boštanju. Ob gospodarski coni se levo poda proti glavni cesti, ki jo prečka, in gre naprej skozi Malo Mlačevo, nato čez polje do križišča poljskih poti pod daljnovodi, kjer se priključi na pot, ki vodi nazaj na izhodišče.